# بوب غيسنر
بوب غيسنر (بالإنجليزية: Bob Gessner)‏ هو عسكري أمريكي، ولد في 1933م.